# 毛叶蛇葡萄
毛叶蛇葡萄（学名：Ampelopsis mollifolia）为葡萄科蛇葡萄属的植物，为中国的特有植物。分布于中国大陆的四川等地，生长于海拔1,300米的地区，多生在河边灌丛中，目前尚未由人工引种栽培。